# Абдул-Малак, Рима
Рима Абдул-Малак (фр. Rima Abdul-Malak; род. 11 февраля 1979, Бейрут) — французский политик, министр культуры (2022—2024).

## Биография
Родилась 11 февраля 1979 года в Бейруте, имеет ливанское и французское гражданство.
В десятилетнем возрасте переехала вместе семьёй во Францию и поселилась в Лионе, где Рима окончила международный лицей и Институт политических исследований, позднее получила диплом DESS по международному развитию и сотрудничеству в Университете Пантеон-Сорбонна (Париж).
В 2007—2008 годах работала в организации CulturesFrance, которая позднее была преобразована во Французский институт, в 2010—2012 годах управляла канцелярией помощника мэра Парижа по культуре Кристофа Жирара, затем до 2014 года являлась советником по культуре мэра Парижа Бертрана Деланоэ. С 2014 по 2018 год — атташе по культуре французского посольства в США, с 2019 года — советник по культуре и связям с общественностью президента Франции Эмманюэля Макрона.
20 мая 2022 года получила портфель министра культуры при формировании правительства Элизабет Борн.
4 июля 2022 года сохранила должность во втором правительстве Борн.
15 декабря 2023 года сообщила о начале дисциплинарной процедуры с целью лишения Жерара Депардьё ордена Почётного легиона после обнародования новой информации о непристойном поведении актёра, против которого уже поданы иски нескольких женщин о приставаниях и двух — об изнасиловании. 20 декабря президент Эмманюэль Макрон в интервью телеканалу France 5 выступил против инициативы министра культуры.
11 января 2024 года было сформировано правительство Атталя, в котором Абдул-Малак не получила никакого назначения.